# Michael Töngi

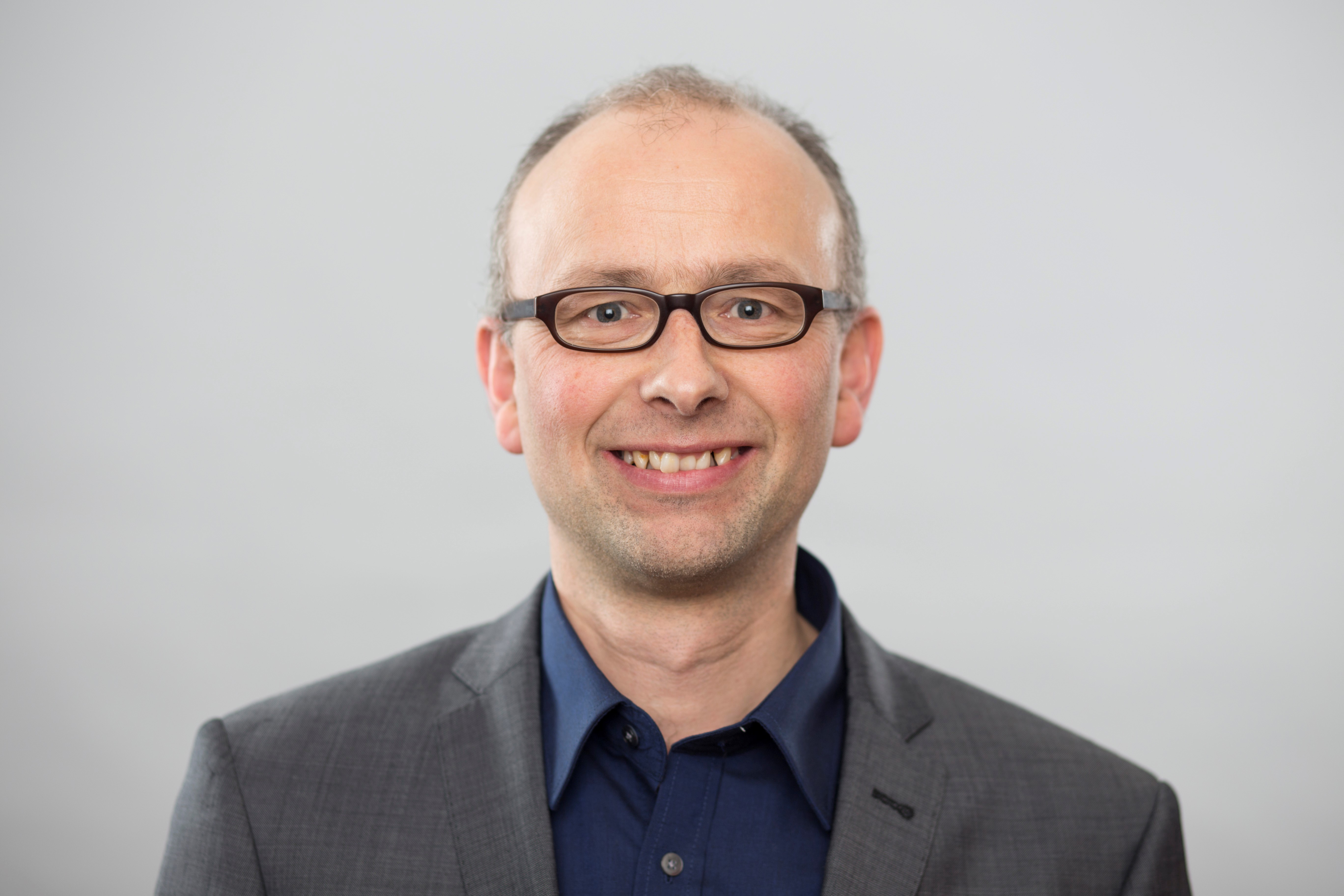
Michael Töngi (2018)

Michael Töngi (* 16. März 1967 in Sursee; heimatberechtigt in Kriens und Engelberg) ist ein Schweizer Politiker (Grüne). Er ist seit März 2018 Mitglied des Nationalrates.

## Biografie
Michael Töngi besuchte die Primarschule in Kriens und die Kantonsschule Alpenquai in Luzern. Danach studierte er an den Universitäten Basel und Luzern. Er schloss sein Studium mit einem Lizenziat in Schweizer Geschichte, Deutscher Sprach- und Älterer Literaturwissenschaft sowie Neuerer Allgemeiner Geschichte an der Universität Basel ab. Anschliessend arbeitete er unter anderem als Sekretär für die Grünen Kanton Luzern und als Redaktor im Regionalressort der Neuen Luzerner Zeitung.
Von 2003 bis 2011 arbeitete Töngi für den Deutschschweizer Mieterinnen- und Mieterverband, von 2011 bis 2018 war er Generalsekretär des Schweizerischen Mieterinnen- und Mieterverbands. Aktuell ist er Vizepräsident des Schweizerischen Mieterinnen- und Mieterverbands, ebenso ist er Vorstandsmitglied des Verkehrs-Clubs der Schweiz.
Töngi wohnt mit seinem Lebenspartner in Kriens.

## Politik
Töngi begann seine politische Laufbahn im Einwohnerrat von Kriens, dem er von 1990 bis 2001 angehörte (1999–2000 als Präsident). Von 2004 bis 2008 war er Co-Präsident der Grünen Kanton Luzern und von 2007 bis 2018 Mitglied des Luzerner Kantonsrats. 2015 kandidierte er für den Regierungsrat des Kantons Luzern, wurde jedoch nicht gewählt.
Bei den Schweizer Parlamentswahlen 2015 erreichte Töngi auf der Liste der Grünen hinter dem gewählten Louis Schelbert den ersten Ersatzplatz für ein Nationalratsmandat. Als Schelbert aus Altersgründen zurücktrat, übernahm Töngi dessen Nachfolge und wurde am 12. März 2018 als Nationalrat vereidigt. In dieser Funktion ist er Mitglied der Kommission für Verkehr und Fernmeldewesen und der Geschäftsprüfungskommission.
Zu Töngis politischen Schwerpunkten gehören der Einsatz für eine umweltfreundliche Mobilität und eine «Wohnpolitik, die mehr zahlbare Wohnungen schafft».